# Lizette Carrión
Lizette Carrión (ur. 12 marca 1972) – amerykańska aktorka.

## Życiorys
Urodziła się 12 marca 1972 w Stanach Zjednoczonych, w Nowym Jorku. Była najmłodszą z czwórki rodzeństwa. Ukończyła St. John’s University na kierunku rządu i polityki.

### Filmografia
- Medium (2007)
- Dexter (2006)
- Crazylove (2005)
- Shackles (2005)
- Odległy front (2005)
- Babski oddział (2002 i 2004)
- Strong Medicine (2003)
- Reba (2003)
- Kancelaria adwokacka (2002)
- Kronika nie z tej ziemi (2002)
- FreakyLinks (2000)
- Brygada ratunkowa (1999)
- Ostry dyżur (1999)
- Szpital Dobrej Nadziei (1999)
- Brooklyn South (1998)
- Fired Up (1997)
- Family Matters (1997)
- Jak dwie krople czekolady (1996)